# Campionat d'Andorra de trial
El Campionat d'Andorra de trial, regulat per la federació andorrana de motociclisme, FMA (Federacio Motociclista d'Andorra), és la màxima competició de trial que es disputa a Andorra.

## Llista de guanyadors
A 10 de desembre de 2024
| Temporada                | Campió           | Motocicleta |
| ------------------------ | ---------------- | ----------- |
| 1987                     | Santiago Llorens | Beta        |
| 1988                     | Santiago Llorens | Beta        |
| 1989                     | Santiago Llorens | Fantic      |
| 1990 - 1995: Sense dades |                  |             |
| 1996                     | Daniel Estragués | Fantic      |
| 1997                     | Xavier Casas     | Gas Gas     |
| 1998                     | Xavier Casas     | Gas Gas     |
| 1999 - 2000: Sense dades |                  |             |
| 2001                     | Albert Cabanes   | ?           |
| 2002                     | Albert Cabanes   | ?           |
| 2003 - 2008: Sense dades |                  |             |
| 2009                     | Francesc Recio   | Beta        |
| 2010                     | Marcel Albós     | ?           |
| 2011                     | Marcel Albós     | ?           |
| 2012                     | Pere Martí       | ?           |
| 2013                     | Pere Martí       | ?           |
| 2014                     | Albert Cabanes   | ?           |
| 2015                     | Marcel Albós     | ?           |
| 2016                     | Pere Martí       | ?           |
| 2017                     | Xavier Casas     | Sherco      |
| 2018                     | Oriol Pi         | ?           |
| 2019                     | Jordi Lestang    | Gas Gas     |
| 2020                     | Jordi Lestang    | Montesa     |
| 2021                     | Jordi Lestang    | Montesa     |
| 2022                     | Jordi Lestang    | Montesa     |
| 2023                     | Jordi Lestang    | Montesa     |
| 2024                     | Gaudí Vall       | Gas Gas     |